# Ях'я Ібрагім-паша
Ях'я Ібрагім-паша (араб. يحى إبراهيم; 1861–1936) – єгипетський політичний діяч, прем'єр-міністр Єгипту у 1923—1924 роках.